# Jacinto Arauz
Jacinto Arauz es una localidad del departamento Hucal, provincia de La Pampa, Argentina, fundada en 1889. Su zona rural se extiende también sobre el departamento Caleu Caleu.
Se sitúa a 3 km de la Ruta Nacional 35, a unos 200 km al SE de la capital provincial.

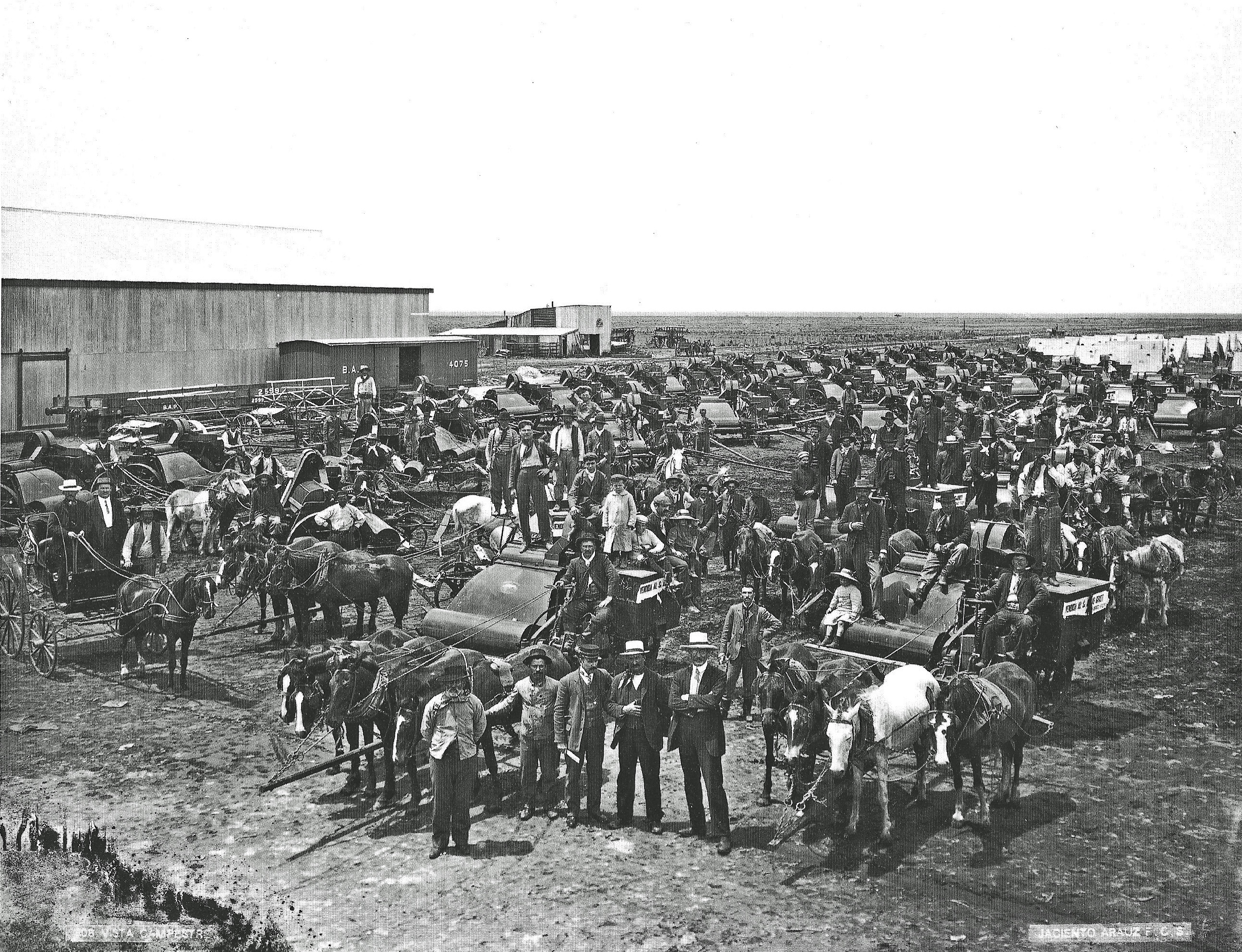
Recepción de maquinaria agrícola en la estación, cerca de 1901.

Su economía es agropecuaria, industrial, minera (salinas) y turística. Posee escuelas de nivel primario y secundario. Fue poblado en 1901 en su mayor parte por contingentes de inmigrantes provenientes de Uruguay y originariamente del Piamonte (Italia), quienes profesaban la religión valdense.
En muchas entrevistas ha sido citada por el Dr. René Favaloro, debido a que fue el lugar elegido por él para dar sus primeros pasos en la medicina, siendo médico rural de este pueblo durante 11 años. Cuenta con un museo en memoria de su persona.
En este pueblo nació la Dra. Dora Barrancos (n. 1940), socióloga, historiadora y feminista argentina.

## Población
Jacinto Arauz cuenta con 2434 habitantes (Indec, 2010), lo que representa un descenso del 1,2% frente a los 2463 habitantes (Indec, 2001) del censo anterior.
El censo nacional 2022 arrojó 2617 habitantes y 1358 viviendas.
| Gráfica de evolución demográfica de Jacinto Aráuz entre 1991 y 2022 |
|                                                                     |
| Fuente: Censos nacionales del INDEC                                 |

## Museo del médico rural
El Museo Histórico del Médico Rural "Dr. René G. Favaloro" se encuentra ubicado en la exestación ferroviaria. Fue inaugurado el 27 de septiembre de 2003 con el objetivo de rendir un profundo homenaje a los médicos que dedicaron parte de su vida a la medicina rural araucense. En el lugar se pueden ver fotos, instrumental quirúrgico, objetos y recursos, entre otros, de las figuras de los médicos Dardo Rachou Vega, Juan Munuce y en especial de René y Juan José Favaloro.

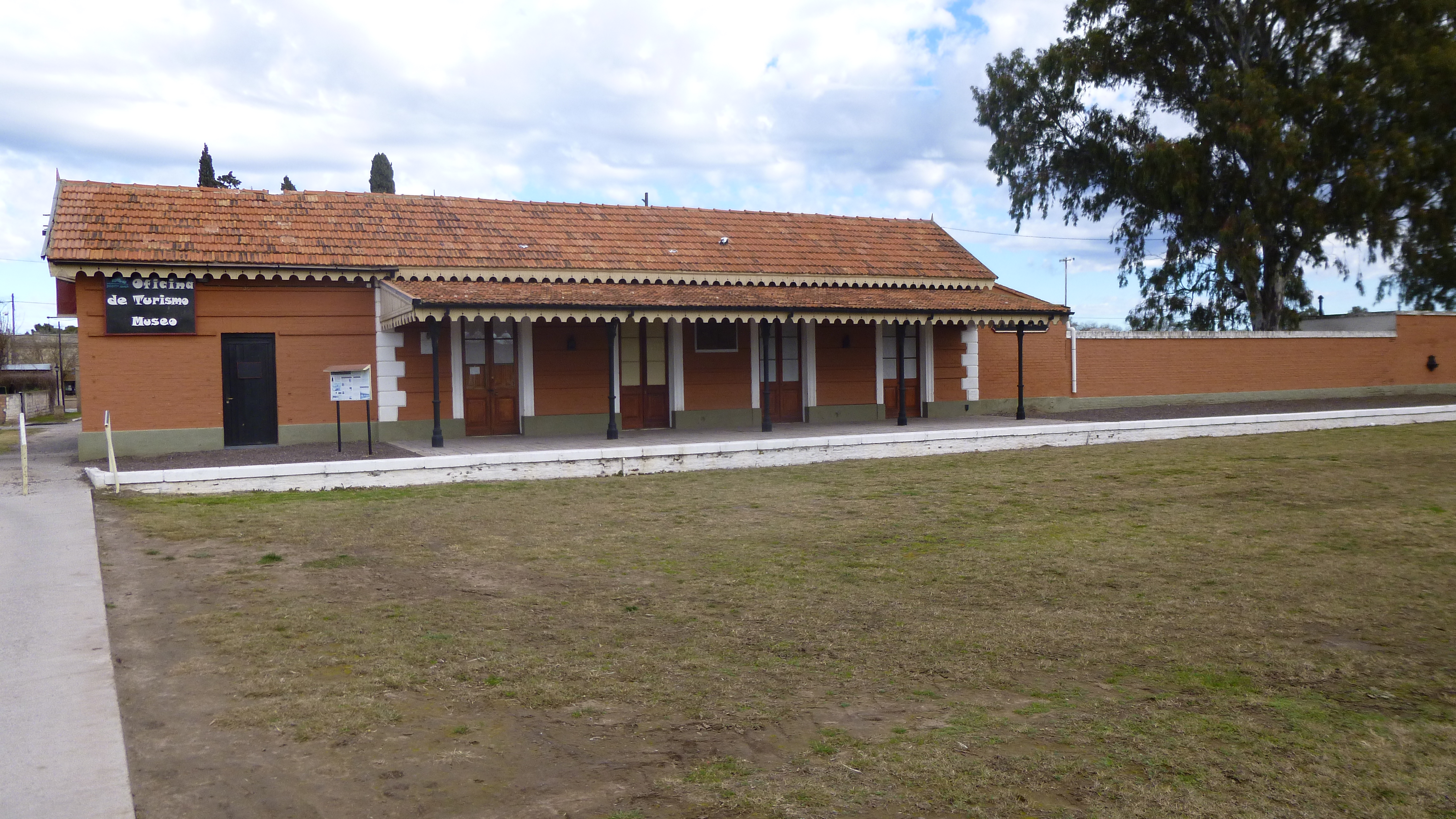
Vista del museo.

En el año 2009, por propuesta del Museo del Médico Rural, se trabajó conjuntamente con el tercer ciclo de la Escuela N.º 33 de la localidad con el fin de recuperar espacios y elementos pertenecientes a la estación ferroviaria, revalorizando el patrimonio cultural. Participaron de la iniciativa cerca de un centenar de adolescentes en los talleres de Restauración y Murales, inaugurándose el 4 de diciembre del mismo año la Muestra Ferroviaria Permanente.

## La masacre de Jacinto Arauz
El 9 de diciembre de 1921, se producía la llamada Masacre de Jacinto Arauz. 
Los esfuerzos de los bolseros por lograr mejores condiciones salariales y de trabajo no eran nuevos. 
Ese día, en Jacinto Arauz las cosas se salieron totalmente de cauce. En el origen del conflicto hay un pliego firmado y no cumplido por las casas cerealistas que estipulaba un peso máximo de 70 kg para las bolsas, su traslado caminando y no al trote y pagos extras para trabajos que no hacían a lo específico del bolseado. Una conquista adicional era la eliminación de la figura del capataz que, según el convenio, sería puesto por los mismos trabajadores. Todas reivindicaciones mínimas que los estibadores, adheridos a la FORA V anarquista (Federación Obrera Regional Argentina), pensaban defender a cualquier costo. Arribaron crumiros o esquiroles (los carneros de la actualidad), procedentes de la Asociación del Trabajo filial Bahía Blanca para reemplazar a los huelguistas. Junto a ellos vino Arturo Cataldi, quien se presentó como el nuevo capataz, desconociendo al designado por los mismos trabajadores. 
El desenlace sobrevino con la actitud policial de conducir a todos los bolseros a la comisaría a “dialogar”, cuando en realidad el objetivo era desarmarlos por la fuerza. Este engaño, comprobado por el Juez y explicitado en su sentencia como causa del enfrentamiento que sobrevino en el patio del destacamento policial, tuvo como saldo dos bolseros y cuatro policías (dos oficiales y dos agentes) muertos y heridos en ambos bandos.
Esa mañana cuatro balas de Winchester mataron al bolsero santiagueño Carmen Quinteros. Su compañero Martín Llabrés murió más tarde también a causa de los disparos. El resto de los bolseros heridos o apresados por la policía fueron torturados y otros lograron escapar, lo que desató una verdadera cacería humana con ayuda incluso de policías de localidades vecinas. No hay certeza sobre el final de todos aquellos “rebeldes” ni se descarta que haya habido más muertos.

### Memoria libertaria
Los sucesos de Arauz descritos por Jorge Etchenique en Flores rojas hasta el tallo (1999), en Pampa Libre (2011) y en otros trabajos, encuentran un claro precedente en el trabajo pionero de Osvaldo Bayer (1927-2018) Los rebeldes de Jacinto Arauz, capítulo que formó parte del memorable libro Los anarquistas expropiadores (1975). Ambos autores reconstruyen, con algunos matices, lo ocurrido en esa aciaga jornada y así echan luz sobre un mundo poco explorado de personajes anónimos y excluidos que, pese a los diferentes orígenes nacionales, hablaban un mismo lenguaje: el de la libertad y la solidaridad.

## Equipos Deportivos
El [[Club Villa Mengelle (Jacinto Arauz) es un club de Jacinto Arauz, La Pampa. El club fue fundado el 9 de Julio 1910 ,Siendo el primer club de la Provincia de La Pampa y actualmente compite en la Liga Regional Sureña.